# Solanum neorickii
Solanum neorickii (Syn. Lycopersicon parviflorum) ist eine Pflanzenart aus der Sektion der Tomaten (Lycopersicon) in der Gattung der Nachtschatten (Solanum).

## Beschreibung

### Vegetative Merkmale
Solanum neorickii ist eine ausdauernde, an der Basis etwas verholzende, kriechende, bis zu 2 m lang werdende Pflanze. Die Stängel werden 2 bis 2,5 (selten bis 5) mm dick, sind dunkelgrün gefärbt und dicht weichsamtig behaart. Die Behaarung besteht aus vorwiegend aus nichtdrüsigen Trichomen, die meinst 1–2-zellig, weiß, einreihig und 0,3 bis 0,5 mm lang sind. Dazwischen stehen spärlich drüsige Trichome mit einzelligen oder mehrzelligen Köpfen; Pflanzen aus nördlicheren Populationen haben zudem bis zu 1 mm lange, feste, einreihige Trichome mit einer vielzelligen Basis.
Die sympodialen Einheiten besitzen zwei Laubblätter, die Internodien sind (selten nur 1) 2 bis 4,5 cm lang. Die Laubblätter sind unterbrochen unpaarig gefiedert, (3 bis) 5 bis 8 cm lang und (1,5 bis) 3 bis 5 cm breit. Die Unterseite ist dunkelgrün bis blassgrün und gleichmäßig mit weichen, nichtdrüsigen Trichomen besetzt. Die Oberseite wirkt durch eine dichtere Behaarung heller als die Unterseite. Die Hauptteilblätter stehen in zwei bis vier Paaren, wobei das unterste Paar deutlich kleiner ist als die anderen. Sie sind schmal elliptisch bis elliptisch, die Spitze ist zugespitzt bis spitz, die Basis ist zugespitzt bis abgeschnitten und meist in Richtung der Basis des Gesamtblattes am Blattstiel herablaufend. Der Rand ist gefurcht bis gezahnt, im unteren Drittel sind die Furchen stärker ausgeprägt, gelegentlich ist die obere Hälfte des Teilblattes ganzrandig. Das vordere Teilblatt ist meist länger als die seitlichen, diese sind (0,5 bis) 1,2 bis 2,5 cm lang, (0,2 bis) 0,7 bis 1,2 cm breit und sitzen meist an 0,2 bis 0,5 cm langen Stielchen, welches aber auch fehlen kann. Das endständige Teilblatt ist meist lang zugespitzt, (1 bis) 2,5 bis 3,5 cm lang, (0,4) 1 bis 2 cm breit und steht an einem 0,4 bis 0,5 cm langen Stielchen. Teilblätter zweiter und dritter Ordnung werden nicht ausgebildet, zwischen den Hauptteilblättern stehen jedoch bis zu vier eingeschobene kleinere, kreisförmige oder elliptische Teilblätter. Diese sind 0,3 bis 1 cm lang und 0,3 bis 0,5 cm breit und stehen an 0,1 mm langen Stielchen. Der Blattstiel des Gesamtblattes ist 0,5 bis 1,5 cm lang. An einigen Knoten bilden sich Pseudonebenblätter.

### Blütenstände und Blüten
Die Blütenstände sind (2 bis) 5 bis 14 cm lang, nicht geteilt und bestehen aus fünf bis zehn (selten bis zwölf) Blüten. Gelegentlich enthalten sie ein bis zwei Tragblätter die 0,1 bis 0,5 cm lang und breit sind. Die Blütenstandsstiele sind 1 bis 4 cm lang, ihre Behaarung gleicht der der Sprossachse, jedoch sind zudem vereinzelte drüsige Trichome mit mehrzelligen Köpfen und einige kräftige einreihige und bis zu 2 mm Trichome, die einer mehrzelligen Basis entspringen, zu finden. Die Blütenstiele sind 0,6 bis 1 cm lang und in der oberen Hälfte gelenkartig abgeknickt.
Die Knospen haben eine Länge von 0,4 bis 0,5 cm und sind 0,3 bis 0,35 cm breit und haben eine breit konische Form. Bevor sich die Knospe öffnet stehen die Kronblätter bereits mehr als die Hälfte über den Kelch hinaus. Die Kelchröhre ist etwa 1 mm lang und mit 2,5 bis 3 mm langen, sowie 1 bis 1,5 mm breiten, lanzettlichen Kelchzipfeln besetzt, die ähnlich den Blütenstandsstielen behaart sind. Die Krone hat einen Durchmesser von 1 bis 1,2 mm, ist fünfeckig und goldgelb gefärbt. Ihre Kronröhre ist (0,1 bis) 0,2 bis 0,3 cm lang, die Kronzipfel sind 0,3 bis 0,4 cm lang und ebenso breit und zur Blüte stark nach hinten gebogen. Der Rand der Kronzipfel ist unregelmäßig gewellt.
Die Staubblätter sind zu einer 0,4 bis 0,6 cm langen, geraden Röhre verwachsen, die Staubfäden sind 0,5 cm lang, die Staubbeutel etwa 0,25 bis 0,3 cm. Die Staubbeutel besitzen sterile Anhänge mit einer Länge von 0,1 bis 0,15 cm. Der Fruchtknoten ist kugelig geformt und unbehaart. Der Griffel ist 0,4 bis 0,45 cm lang und 0,5 mm stark, die unteren 2/3 sind weißlich behaart. Er ist etwas kürzer als die Staubblattröhre oder steht nur leicht über sie hinaus. Die Narbe ist köpfchenförmig und grün gefärbt.

### Früchte und Samen
Die Früchte sind kugelförmige, zweikammerige Beeren mit einem Durchmesser von 1 bis 1,1 cm. Sie sind grün gefärbt und von der Spitze zur Basis mit dunkelgrünen Streifen überzogen. Die Oberfläche ist zunächst spärlich mit weißen, nichtdrüsigen, bis zu 0,2 mm langen Trichomen samtig behaart, die Behaarung verliert sich jedoch mit der Reife. Die Blütenstiele verlängern sich an der Frucht auf 1 bis 1,5 cm, sind gerade oder am Gelenk leicht gebogen. Die Kelchlappen vergrößern sich auf 9 bis 12 mm Länge und 2 bis 3 mm Breite, sind nicht zurückgebogen, die Frucht leicht umfassend oder oftmals abstehend.
Die Samen sind 1,7 bis 2,6 mm lang, 1,0 bis 1,3 mm breit und 0,4 bis 0,6 mm dick. Sie sind umgekehrt eiförmig geformt, blass braun gefärbt und mit haarartigen Auswüchsen der Zellen der äußeren Samenwand besetzt, so dass sie ein seidiges Aussehen erhalten. An der Spitze sind sie leicht geflügelt.

## Vorkommen und Standorte
Die Art kommt vom Departement Apurimac im südlichen Peru bis ins Departement Azuay im südlichen Ecuador vor. Sie wächst dort in trockenen Zwischentälern der Anden, oftmals über felsige Flussufer und Straßenränder kriechend, in Höhenlagen zwischen 1950 und 3000 m.

## Ökologie
Blüten und Früchte erscheinen sporadisch über das ganze Jahr hinweg.

## Systematik
Solanum neorickii ist Teil der Sektion der Tomaten (Lycopersicon) innerhalb der Gattung der Nachtschatten (Solanum). Kladistische Untersuchungen stellen die Art zusammen mit Solanum arcanum und Solanum chmielewskii in eine Klade, die Schwesterart ist Solanum chmielewskii. Diese Arten werden zur Arcanum-Gruppe zusammengefasst.

## Botanische Geschichte
Solanum neorickii wurde 1976 als Lycopersicon parviflorum von Charles Rick, E. Kesicki, J.F. Forbes und M. Holle erstbeschrieben. In der Erstbeschreibung ist ein Herbarbeleg mit dem Namen Ochoa 1017 als Typusexemplar angegeben, mit diesem Namen ist jedoch ein von Carlos Ochoa gesammeltes Gras gekennzeichnet. Die korrekte Bezeichnung des Typusexemplars lautet Ochoa 1071, jedoch ist der Aufenthaltsort dieses Herbarbogens unbekannt.
Bei der Eingliederung der Lycopersicon in die Gattung der Nachtschatten (Solanum) konnte das Artepitheton parviflorum nicht übernommen werden, da unter dem Namen Solanum parviflorum bereits 1795 von Antonio José Cavanilles bereits eine andere Art beschrieben wurde. David Michael Spooner, Gregory Joseph Anderson und Robert K. Jansen vergaben daher 1993 den Namen Solanum neorickii.